# Kalvaristen
Die Kalvaristen – in voller Bezeichnung Priester Unserer Lieben Frau vom Kalvarienberg –  waren eine katholische Ordensgemeinschaft für Priester.
Die Gemeinschaft wurde von dem französischen Priester Hubert Charpentier (1556–1650) im Pyrenäenort Bétharram zur Betreuung der dortigen Mutter-Gottes-Wallfahrt gegründet; Charpentier war seit etwa 1622 als Seelsorger in Bétharram  tätig und ließ einen Kalvarienberg erbauen. 1633 beauftragte ihn König Ludwig XIII. damit, auch in Mont Valérien bei Paris einen Kalvarienberg zu errichten; Charpentier gründete dort ebenfalls eine Priestergemeinschaft, die Exerzitien anbot.
In der Französischen Revolution wurden beide Gemeinschaften aufgehoben.